# 工布报春
工布报春（学名：Primula kongboensis）为报春花科报春花属下的一个种。中国西藏特有种，分布于林芝、米林一带。生长于高山草地，海拔4700-5000米。模式标本采自林芝则拉。

## 扩展阅读
維基物種上的相關：工布报春